# Bárca (település)
Bárca (szlovákul Barca) Kassa településrésze, egykor önálló község Szlovákiában, a Kassai kerületben, a Kassai IV. járásban.

## Fekvése
Kassa központjától 4 km-re délre fekszik, a városhoz tartozik.

## Nevének eredete
Nevének eredete vitatott. Az egyik magyarázat szerint a régi magyar Barca személynévből ered, amelynek előzménye a török eredetű Borz személynév (ótörök bars = tigris). A másik magyarázat szerint a szláv barica főnévből való, amely vizenyős rétet jelent.

## Története
Ősidők óta lakott hely, határában 70-100 ezer éves ősember telep maradványait tárták fel. Először 1215-ben említi oklevél „Barca” néven. Már a 13. században három faluból (Albárca, Felbárca és Középbárca) állt. Középkori várának romjai még ma is láthatók.
A 18. század végén Vályi András így ír róla: „BÁRCZA. Elegyes falu Abauj Vármegyében, lakosai katolikusok, és reformátusok, fekszik Kassa Városának szomszédságában, ’s Bártzi Uraságnak kastéllyával ékes, határja termékeny, ’s külömbféle javai vagynak, azonkivül Kassához közel lévén, vagyonnyait jó áron eladhattyák, első Osztálybéli.”
Fényes Elek 1851-ben kiadott geográfiai szótárában így ír a faluról: „Bárcza (Felső), tót falu, Abauj vgyében, Kassához délre 1 órányira, a pesti országutban; 730 r. kath. 48 g. kath., 25 evang., 29 ref., 97 zsidó lak. Kath. paroch. templom. Ref. szentegyház. Van itt a Bárczay nemzetségnek 4 kastélyja, mellyek közül egy dombon fekszik, s mindenik közt legszebb, legnagyobb, s hozzá egy nem régen ültetett angolkert is járul. Továbbá van itt vendégfogadó, fördőintézet, több korcsma, számos mesterember. F. u. a Bárczay nemzetség.”
Borovszky Samu monográfiasorozatának Abaúj-Torna vármegyét tárgyaló része szerint: „Visszatérve Kassára, az egész Hernádvölgyén végigvonuló nagy állami út, a »Pesti-út« mentén fekvő községeken folytatjuk a vármegye részletes ismertetését. Az első helység, melyet Kassa alatt érintünk, Bárcza, melynek 127 háza és 1098 magyar és tót lakosa van. Vasuti-, posta- és táviróállomás. Itt ágaznak ki a fővonalból a Torna és Legenye-Mihályi felé menő kassa-tornai és kassa-sátoraljaujhelyi vonalak. Bárcza hajdan erőditett hely volt és Kassának mintegy előerődjét képezte. A Bárczay nemesi család ősi fészke. Várának a nyomai még ma is láthatók. Róm. kath. temploma Róbert Károly idejében épült, ev. ref. temploma pedig 1795-ben. A kath. templomnak érdekes fa keresztelő medenczéje a XVII. századból ered. Három kastély van a községben. Az egyik Bárczay József nagybirtokosé, mely egyike a vármegye legszebb kastélyainak. Csinos park közepén, dombtetőn áll, a legtisztább renaissance izlésben épült és emeletes. Előtte szép nagy tó terül el. Alapépitményeinek emelése messze századokra vihető vissza, mert egy falában talált kőbe vésett felirat szerint 1454-ben már renoválták. Jelenlegi alakját a tulajdonos atyjának idejében, 1840-ben nyerte. A második kastély Bárczay Ödöné, mely az előbbivel majdnem egykoru emeletes épület, de már omladozni kezd s azért tulajdonosa egy ujabb csinos épületben lakik. Itt van Berzeviczy Egyednek érdekes mór izlésü nyaralója. Widder Ignácz örököseinek itt is nagy bérletük és jól berendezett gazdasági szeszgyáruk van.”
A trianoni diktátumig Abaúj-Torna vármegye Kassai járásához tartozott. 1938 és 1944 között – az I. bécsi döntés következtében – ismét magyar fennhatóság alá került.
1968-ban csatolták Kassához. Ma tipikus családi házas beépítésű település, melynek mezőgazdasági középiskolája, kereskedelmi főiskolája, tanárképzője és általános iskolája van.

## Népessége
1880-ban 933 lakosából 631 szlovák és 208 magyar anyanyelvű volt.
1890-ben 1098-an lakták, ebből 738 szlovák és 327 magyar anyanyelvű.
1900-ban 1260 lakosából 982 szlovák és 237 magyar anyanyelvű volt.
1910-ben 1330-an lakták, ebből 703 szlovák és 609 magyar anyanyelvű.
1921-ben 1359-en lakták: 1206 csehszlovák és 82 magyar.
1930-ban 1673 lakosából 1475 csehszlovák és 50 magyar volt.
1941-ben 1856-an lakták, ebből 200 szlovák és 1644 magyar.
2001-ben 3054 lakosából 2899 szlovák és 56 magyar volt.
2011-ben 3361 lakosából 3167 szlovák és 37 magyar.

## Nevezetességei
- A faluban a Bárczay családnak három kastélya van.
- Szent Péter és Pál apostolok tiszteletére szentelt, római katolikus temploma a 13. században épült.
- Református templom.
- Repülőgép Múzeum a repülőtér közelében. A helyi aero klub 11 hektáros szabadtéri múzeumában megközelítőleg húsz légi jármű található.

## Képtár

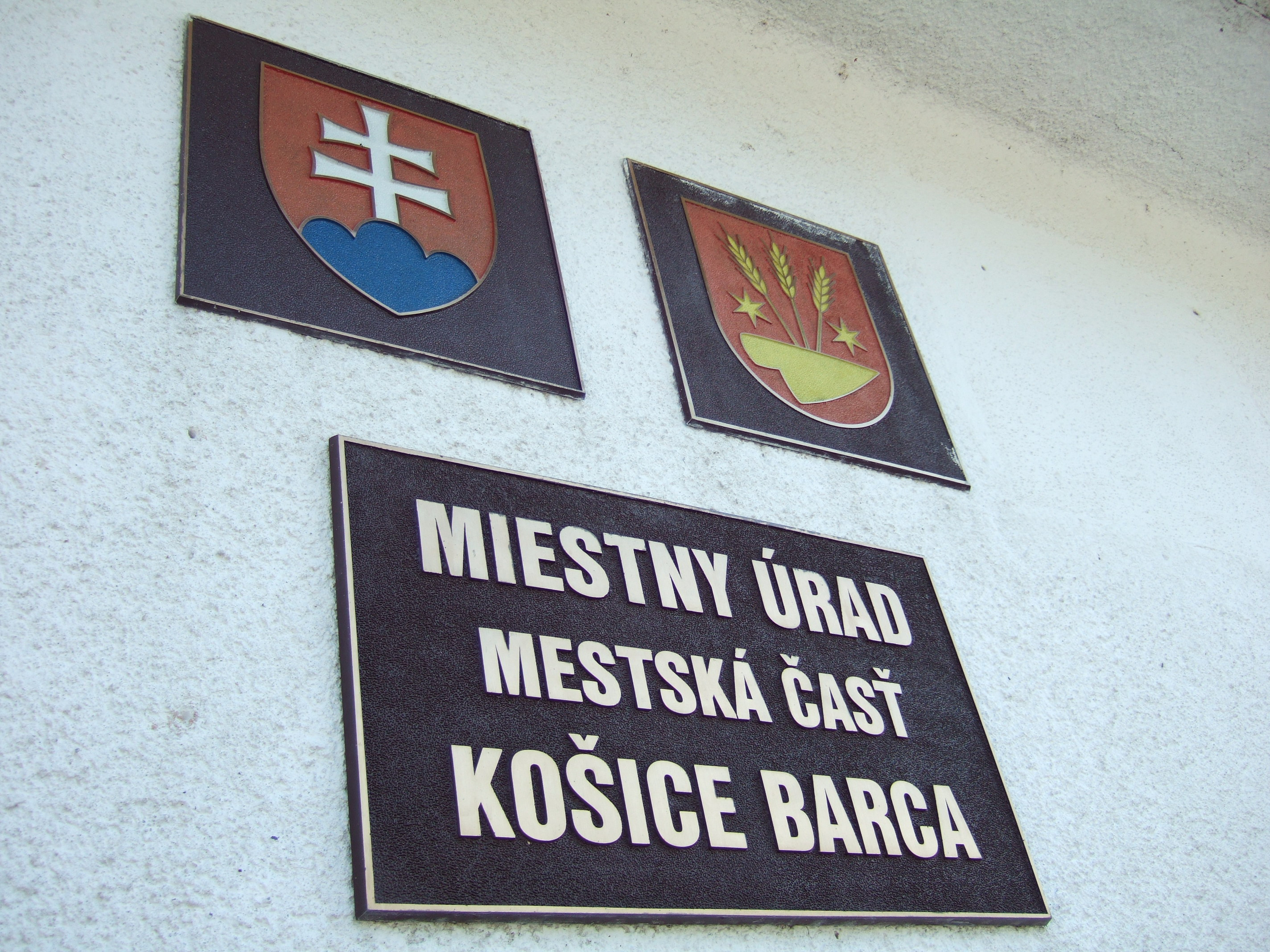

## Lásd még
- Kassa
- Abaszéplak
- Hernádtihany
- Kassaújfalu
- Kavocsán
- Miszlóka
- Pólyi
- Saca
- Szentlőrincke
- Szilvásapáti
- Zsebes